# Peugeot Buxy/Zénith
Les Peugeot Buxy et Zénith sont deux cyclomoteurs produit par Peugeot Motocycles de 1993 à 2002. Ils remplacent, avec le Peugeot SV l'ancienne gamme robuste mais vieillissante des Peugeot ST/SC rapido. Ces scooters se veulent plus tendance et mieux positionnés face à la concurrence de Yamaha et MBK. Le succès est immédiat et accélère en même temps le déclin des bonnes vieilles mobylettes fumantes et pétaradantes que furent les Peugeot 103 et MBK 51.
Ces modèles sont mieux équipés que leurs prédécesseurs (coffre à l'avant, freins à disques avant sauf pour le Zénith d'entrée de gamme). Le Zénith avec ses roues de 10 pouces se positionne sur un usage urbain, tandis que le Buxy avec ses pneus larges concurrence directement le MBK Booster/Yamaha BW'S. 
Le Speedake, qui arrivera un peu plus tard se présente comme le modèle sportif de la gamme avec ses roues de 12 pouces et ses coloris rouge et blanc. 
Peugeot, déjà propulsé par ses modèles précédents, devient avec cette nouvelle gamme le leader du marché français du scooter.